# Carroll Shelby
Carroll Hall Shelby (11. siječnja, 1923. – 10. svibnja, 2012.) bio je američki vozač automobilskih utrka, dizajner automobila i poduzetnik. Najpoznatiji je po tvrtki "Shelby American Inc." koju je osnovao 1962., a koja se bavi prodajom i prepravljanjem modela automobila tvrtke Ford i automobilskih djelova.

## Životopis
Rođen je u mjestu Leesburg, u Teksasu koje je imalo oko 150 stanovnika. U djetinjstvu mu je utvrđena srčana greške te je do 7 godine najčešće boravio u krevetu. U dobi od 14 godina proglašen je zdravim. Srednju školu je završio u gradu Dallasu, savezna država Teksas (Woodrow Wilson High School). Upisao je program za aeronautičkog inženjera na fakultetu "Georgia School of Technology" koji je prekinuo zbog početka drugog svjetskog rata. Prijavio se u vojsku gdje je tijekom rata bio instruktor letenja i testni pilot. 
Započeo se natjecati na auto-utrkama kao amater tijekom 1950-ih. Tijekom svoje natjecateljske karijere Carroll Shelby nastupio je na osam utrka Formule 1 tijekom sezone 1958. i 1959. Najveći sportski uspjeh mu je pobjedan na utrci 24 sata Le Mansa 1959. zajedno s englezom Royom Salvadorijem u automobilu Aston-Martin DBR1.
Nakon što se povukao iz natjecanja u listopadu 1959. zbog zdravstvenih razloga, otvorio je školu brze vožnje i 1962. osnovao tvrtku "Shelby American Inc." Nabavio je licencu za uzvoz automobila AC Ace, uspješnog britanskog modela trkaćeg autmobila kojeg je proizvodila tvrtka "AC Motors". Na Shelbyev zahtjev modelu je ugrađen Fordov V8 motor, te je uz manje preinake zbog novog motora nastao model AC Cobra (Ford/Shelby AC Cobra, kolokvijalno Shelby Cobra). Nakon prvog modela nastavljen je suradnja s tvrtkom Ford, čiji su modeli bili osnova za prepravljanje i nastanak Shelbyevih automobila. Najpoznatiji je model nastao na bazi Ford Mustanga, Shelby Mustang. Shelby je surađivao i prerađivao modele tvrtke Chrysler (točnije tvrtke Dodge, koja je dio korporacije Crysler).  
Tijekom godina Shelby je imao brojne zdravstvene probleme. Srce mu je presađeno 1990., a 1996. presađen mu je i bubreg. Shelby je preminuo 10. svibnja 2012. u dobi od 89 godina.